# Аарон Екблад
Аарон Екблад (англ. Aaron Ekblad; 7 лютого 1996, Віндзор, Онтаріо, Канада) — канадський хокеїст, захисник. Виступає за «Флориду Пантерс» у Національній хокейній лізі.
Перший номер драфту новачків НХЛ 2014 року.

## Молодіжний рівень
До початку виступів в ОХЛ, Аарон грав за команду Сан Каунті Пантерс, котра виступала в лізі Альянс (одна з дитячо-юнацьких ліг Онтаріо). В сезоні 2010-11 років граючи з на рік старшими суперниками, Екблад зумів набрати 34 (4+30) очка в 30-ти матчах регулярного сезону та ще 21 (5+16) очко у 18-ти матчах плей-оф. Така результативна гра допомогла його команді виграти головний трофей ліги.
Досягши на юнацькому рівні найвищих показників, задля подальшого прогресу Аарон здійснив подання в Федерацію хокею Канади (Hockey Canada) з метою отримання статусу «виключного гравця», що дозволило б йому стартувати в ОХЛ на рік раніше. Навесні 2011-го це подання було задоволене.
Екблад став лише другим хокеїстом, котрий отримав такий статус (після Джона Тавареса у 2005) та першим захисником. Всього даний статус було надано лише чотирьом гравцям (ще Коннор Макдевід у 2012 та Шон Дей у 2013).
7 травня 2011 Екблада було обрано під першим номером на драфті Онтарійської ліги (OHL Priority Selection) командою Беррі Колтс, за що він і отримав нагороду Джека Фергюсона (вручається хокеїсту, обраному під першим номером на драфті ОХЛ).
В перший сезон в ОХЛ Аарон виграв приз сім'ї Еммс (новачок року в лізі).
В сезоні 2013-14 років хокеїст був капітаном команди, а по закінченні рег. сезону його було визнано найкращим захисником року.

## НХЛ
27 червня 2014-го, під час церемонії драфту в НХЛ, Екблада було обрано під загальним першим номером командою Флорида Пантерс.

## Міжнародні змагання
В січні 2012 та 2013 років Аарон зіграв на кубку Виклика (турнір збірних для гравців не старших 17 років, який проводиться в Канаді) за збірну Онтаріо. В 10 поєдинках він набрав 9 (3+6) очок. Обидва рази збірна Онтаріо не змогла пробитися до півфіналу.
В серпні 2013-го Екблад зіграв за юніорську (Ю-18) збірну Канади на турнірі пам'яті Івана Глінки. Канада здобула свою чергову перемогу на цих змаганнях, а Екблад в п'яти поєдинках набрав 5 (2+3) очок.
В сезоні 2013-14 років захисника було запрошено до лав молодіжної (Ю-20) збірної Канади для участі в чемпіонаті світу. Доробок гравця на цьому турнірі: 2 (1+1) очка в семи зустрічах.

## Досягнення
- Чемпіон світу — 2015
- Найкращий новачок ОХЛ 2012 та найкращий захисник ОХЛ 2014
- Володар Кубка Стенлі в складі «Флорида Пантерс» — 2024, 2025.